# Spazio europeo dell'istruzione superiore

In blu i paesi membri dello Spazio europeo dell'istruzione superiore

Lo Spazio europeo dell'istruzione superiore (SEIS) o Area europea dell'istruzione superiore (in inglese European Higher Education Area, EHEA)  è il risultato della serie di accordi a livello ministeriale e delle correlate attività politiche e istituzionali che, dal 1998 al 2010, hanno caratterizzato la dimensione europea della politica dell'istruzione superiore, sviluppata organicamente nel contesto del Processo di Bologna.
Da un punto di vista politico-giuridico, lo Spazio europeo dell'istruzione superiore è stato formalmente creato il 12 marzo 2010, con la Dichiarazione di Budapest-Vienna, in occasione di una specifica riunione celebrativa dei ministri dei 47 Paesi aderenti al Processo di Bologna.